# Polymastia andrica
Polymastia andrica är en svampdjursart som beskrevs av de Laubenfels 1949. Polymastia andrica ingår i släktet Polymastia och familjen Polymastiidae. Inga underarter finns listade i Catalogue of Life.